# Filmanalyse (Loriot)
Filmanalyse ist ein Sketch des deutschen Humoristen Loriot. Darin diskutieren zwei Filmexperten mit einem Fernsehmoderator über einen kurzen Ausschnitt eines Buster-Keaton-Films und interpretieren dabei absurde Botschaften in den Film hinein. Der Sketch ist Teil der ersten Folge der Sendereihe Loriot, die im März 1976 im Deutschen Fernsehen ausgestrahlt wurde. 1981 erschien der Text des Sketches erstmals in gedruckter Form.

## Handlung
Zu sehen ist eine Fernsehdiskussion. Der in der Mitte sitzende Moderator stellt den links sitzenden Mann als Heiner Kriegel, Filmkritiker der Offenbacher Rundschau, und den rechts sitzenden Mann als Prof. Wolf Lemmer, Leiter der Hochschule für Film und Fernsehen in Bebra, vor. Der Aussage des Moderators, man diskutiere diesmal über einen betont heiteren Film, widerspricht Kriegel, es handle sich schließlich um „eines der entscheidenden Werke der Filmgeschichte“. Für Lemmer ist der Film „die erste ernsthafte Auseinandersetzung mit der drohenden psychischen Isolierung des Menschen durch die Technik“, während Kriegel darin die „Symbolisierung der Ausbeutung unterprivilegierter Volksschichten durch die besitzende Klasse“ sieht. 
Der Moderator schlägt daraufhin vor, den Film erst einmal zu zeigen. In dem etwa fünfsekündigen Stummfilm mit typischer Klavierbegleitung erhebt sich Buster Keaton aus einem fahrbaren Mülleimer, wobei er dessen Deckel auf dem Kopf trägt. Dann kippt er mitsamt dem Eimer um. Die beiden Experten geraten nun in Streit über die Bedeutung des Films. Während Lemmer die grandiose Machart hervorhebt, betont Kriegel die politische Bedeutung des Films. Der Moderator ist völlig überfordert und beschränkt sich fast ausschließlich darauf, nach Aufforderung eines seiner Gäste den Film noch mal abspielen zu lassen („Film ab“). Als am Ende Lemmer andeutet, der Film habe „auch so etwas wie eine heitere Attitüde“, wodurch „die Gefahr der Unterhaltung nicht ganz auszuschließen“ sei, ist Kriegel fassungslos und wirft Lemmer vor, ein „Mensch, der auf der Suche nach Licht und Freiheit“ strauchle, diene seiner Unterhaltung. Darüber ist Lemmer empört, woraufhin beide das Gespräch beenden.

## Produktion und Veröffentlichung
Der Sketch wurde im August 1975 innerhalb eines halben Tages in den Studios von Radio Bremen für Loriots Sauberer Bildschirm, die erste Folge der Sendereihe Loriot, gedreht. Loriot übernahm darin die Rolle des Moderators, Heiner Schmidt spielte Kriegel und Heinz Meier Prof. Lemmer. Der im Sketch gezeigte Filmausschnitt stammt aus dem Kurzfilm Buster und die Polizei (im Original Cops) aus dem Jahr 1922.
Loriots Sauberer Bildschirm wurde am 8. März 1976 im Ersten Programm ausgestrahlt. In seiner Ansage des Sketches weist Loriot die Sendung der Reihe Filmspektrum zu und gibt den Namen des Moderators mit Rolf Schröter an. Dieselbe Ansage ist auch Teil der vierten Folge „Ruhe bitte“ – Intime Blicke in die Fernsehstudios der Neuschnittfassung der Sendereihe, bei der Loriot aus den sechs 45-minütigen Originalfolgen vierzehn Folgen mit einer Länge von je 25 Minuten machte. Die vierte Folge wurde erstmals am 13. Mai 1997 im Ersten ausgestrahlt.
Der Text von Filmanalyse erschien 1981 in gedruckter Form im Sammelband Loriots dramatische Werke. Darin ist er dem Kapitel Kultur und Fernsehen zugeordnet. Seitdem wurde er in einige weitere Sammelbände von Loriot aufgenommen. 

## Analyse und Einordnung
Fernsehdiskussionen wie in Filmanalyse gehören zu typischen Situationen in Loriots Sketchen. Die Filmanalyse ist einer seiner Sketche, die sich mit dem Thema der Meinungsbildung im Fernsehen auseinandersetzen. Ein anderes Beispiel für diese Thematik ist der Sketch Literaturkritik aus der Sendung Cartoon, in dem ein Kritiker das Kursbuch der Deutschen Bundesbahn rezensiert. Ziel der Parodie in der Filmanalyse sind Film-, Kunst- und Literaturkritiker, die das zu analysierende Werk nur aus ihrem Weltbild heraus betrachten und andere inhaltliche Aspekte dabei vollständig ignorieren. Diese Einstellung zeigt Kriegel zum Beispiel in folgender Aussage: „[…] ich muß sagen, mir ist die Mache ziemlich schnuppe … es geht doch um das politische Anliegen des Films …“. Solche Werkanalysen waren in den 1970er Jahren – der Entstehungszeit des Sketches – weit verbreitet und blieben es auch in den folgenden Jahrzehnten.
Die beiden Filmkritiker der Filmanalyse parodieren mit ihren Aussagen den oft gestelzten Sprachstil realer wissenschaftlicher Analysen. So verwenden sie zahlreiche Begriffe aus verschiedenen Fachjargons. Kriegel erwähnt beispielsweise „Konsumgüter“, „Produktionsstätten“ und das „Großkapital“, die sich den Theorien des Marxismus zuordnen lassen. Lemmer erwähnt mit der „psychologischen Isolierung“ und dem „Stil der griechischen Tragödie“ Begriffe aus der Psychologie sowie der Literatur- und Theaterwissenschaft. Kriegels und Lemmers Sprache ist außerdem von Substantivierungen geprägt, die als typisch für diese Sprachmuster gelten. Dieser Stil wird durch die Vielzahl von attributiven Adjektiven noch betont.
Der Literaturwissenschaftler Wieland Schwanebeck interpretiert den Sketch als Kritik an einer bei Geisteswissenschaftlern vorherrschenden Geringschätzung der Komik, die unter anderem auch dafür verantwortlich gemacht wird, dass Loriots Werk lange Zeit nur wenig Beachtung in der Literaturwissenschaft gefunden hat. So werde häufig suggeriert, humoristische Werke verdienten nur dann Beachtung, wenn sie nicht nur komisch seien. Auch Loriots Arbeiten wurden oft gerade dafür gelobt, dass ihr Inhalt die Tragödie streife. Im Gegensatz dazu liebte Loriot Buster Keatons Filme, gerade weil sie für ihn aus purer Komik bestanden, anders als bei Charlie Chaplin, der auf Loriot oft belehrend wirkte. Wie Schwanebeck anmerkt, trifft Loriots Einschätzung von Keaton im Falle des in Filmanalyse zitierten Films Buster und die Polizei jedoch nicht zu, wenn man den Inhalt des gesamten Films und nicht nur den des kurzen Ausschnitts betrachtet. Keaton wird im Film fälschlicherweise für einen Terroristen gehalten und von hunderten Polizisten gejagt, was laut Schwanebeck einen politischen Subtext nahelegt.
Wie Loriot 1998 selbst in einem Gespräch mit dem Germanisten Stefan Neumann äußerte, spielten für ihn die Namen seiner Charaktere eine große Rolle. Dabei achtete er – anders als beispielsweise Thomas Mann – darauf, dass die Namen bei aller komischen Wirkung doch realistisch blieben. Ein Beispiel für einen komischen, aber dennoch auf realen Vorlagen basierenden Namen bei Loriot ist Wolf Lemmer. Die komische Wirkung entsteht hier durch den Gegensatz von Wolf und Lamm, der bei diesem Namen anklingt.

## Ausgaben (Auswahl)
Bildtonträger
- Loriot – Sein großes Sketch-Archiv. Warner Home Video, Hamburg 2001, DVD Nr. 1 (als Teil von Loriot 4).
- Loriot – Die vollständige Fernseh-Edition. Warner Home Video, Hamburg 2007, DVD Nr. 3 (als Teil von Loriots Sauberer Bildschirm).

Bücher
- Loriots dramatische Werke. Diogenes, Zürich 1981, ISBN 3-257-01004-4, S. 274–278.
- Das Frühstücksei. Diogenes, Zürich 2003, ISBN 3-257-02081-3, S. 259–263.
- Gesammelte Prosa. Diogenes, Zürich 2006, ISBN 978-3-257-06481-0, S. 366–372.